# برك (سفينة)

برك ثلاثي الصواري.

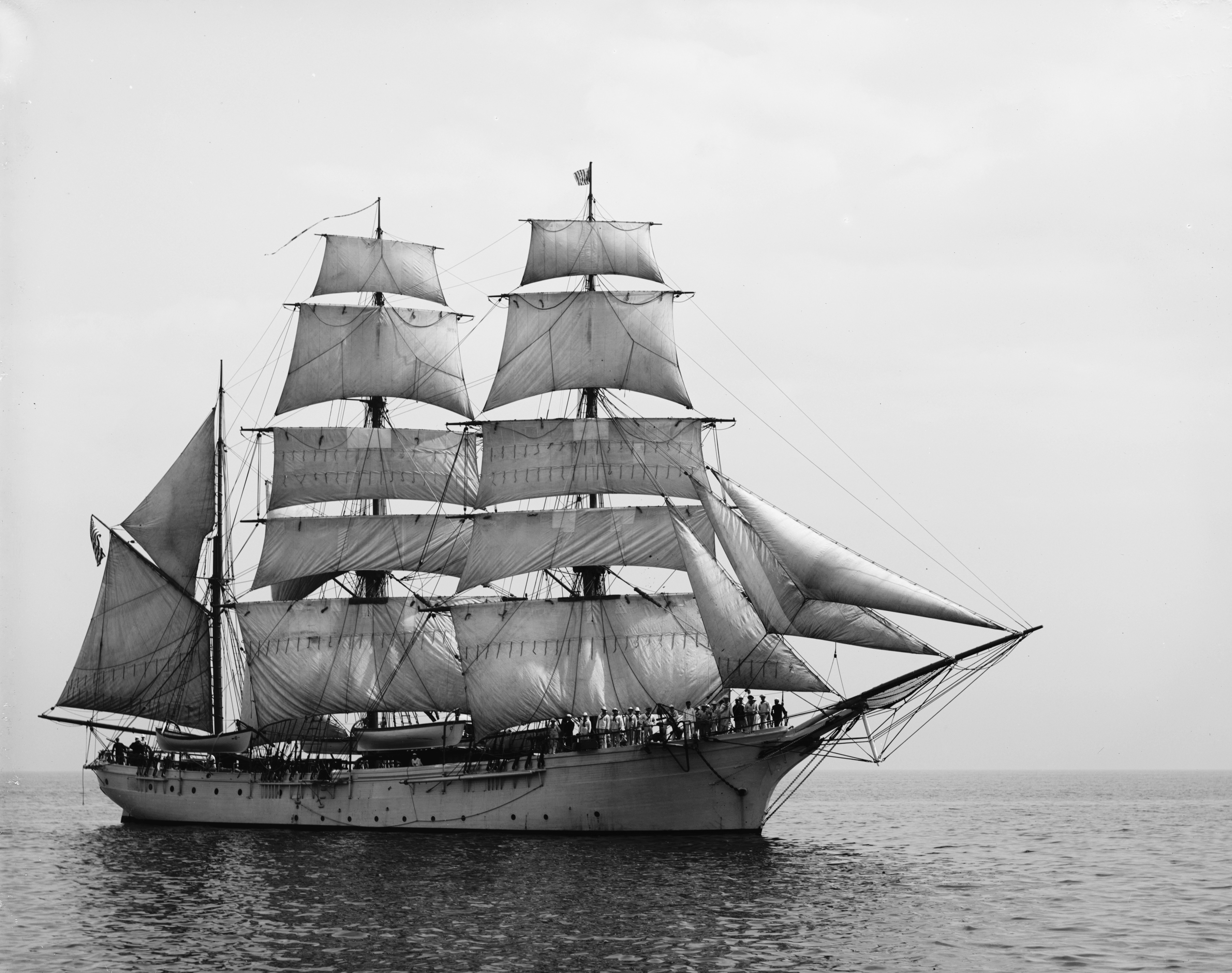
برك ثلاثي الصواري (دائرة الإيرادات البحرية للولايات المتحدة الأمريكية Salmon P. Chase ، 1878-1907)

البَرك هو نوع من السفن الشراعية مع ثلاثة أو أكثر من الصواري التي. في بعض الأحيان يكون الميزان مزوَّدًا جزئياً بالأمام والخلف ويحمل الشراع المربَّع مربّعًا أعلاه.

## علم أصول الكلمات
دخلت كلمة "barque" اللغة الإنجليزية عن طريق الفرنسية، والتي جاءت بدورها من كلمة برشا اللاتينية عن طريق الأوكيتانية أو الكاتالانية أو الإسبانية أو الإيطالية.

## البرك

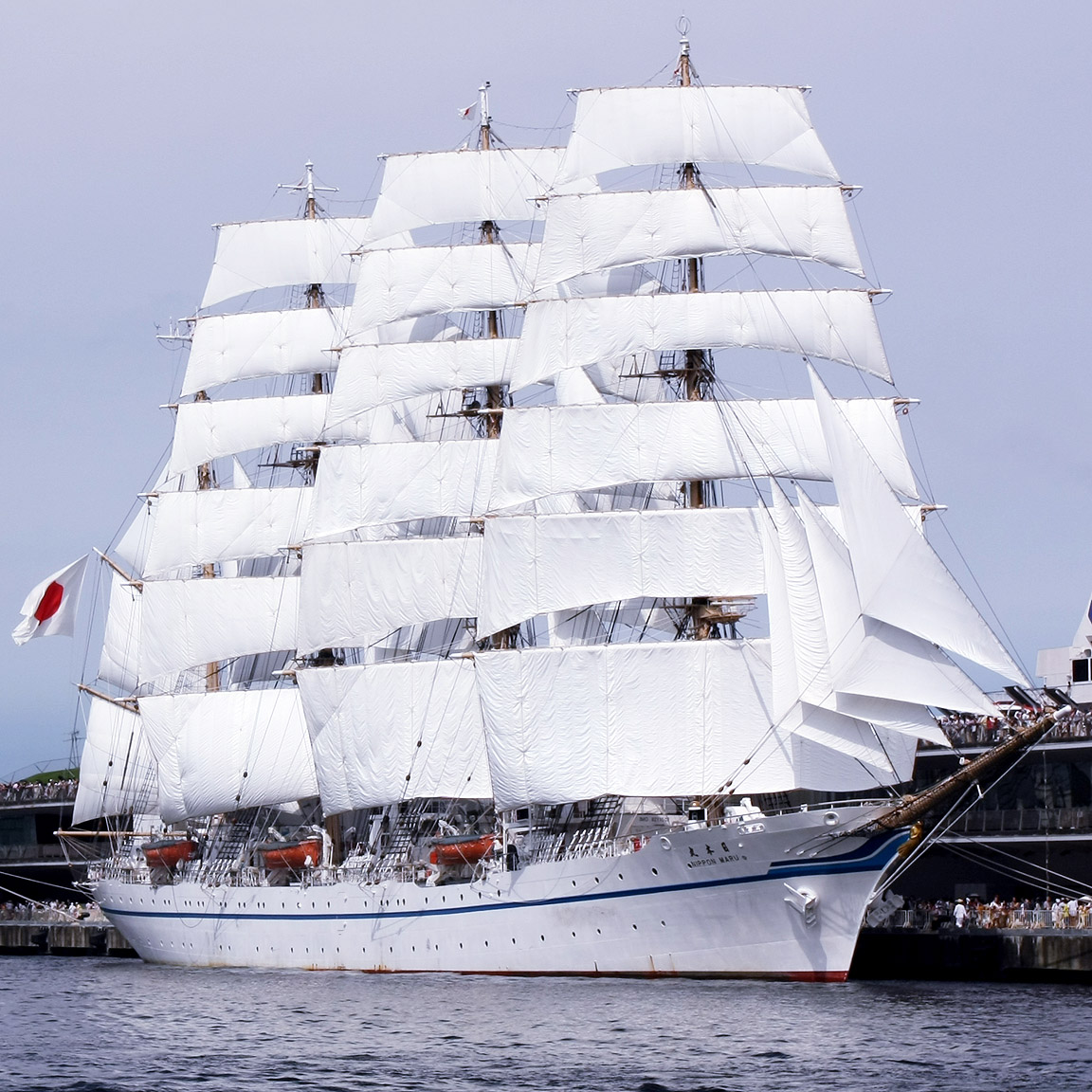
برك رباعي الصواري نيبون مارو الثانية

في القرن الثامن عشر، استخدمت البحرية الملكية البريطانية مصطلح برك لسفينة غير موصوفة لا تناسب أي من فئاتها المعتادة. وهكذا، عندما اشترت الأميرالية البريطانية كولير لاستخدامها رحلة جيمس كوك الاستكشافية، تم تسجيلها كـإتش إم إس انديفور لتمييزها عن Endeavour، وهي السفينة الشراعية الموجودة في في الخدمة في ذلك الوقت. لقد صادفت أن تكون سفينة إبحار محمولة على متن سفينة مع انحناءة بسيطة ومرخلاة كاملة بنوافذ.

## روابط خارجية
- وصف لأربعة صواري Kaiwo مارو